# Ipomoea imperati
Ipomoea imperati (Vahl) Griseb., 1866 è una specie di pianta rampicante erbacea della famiglia delle Convolvulacee.
Cresce solitamente in ambienti e zone umidi, principalmente nelle sabbie lungo le coste marine tropicali e subtropicali.
La specie prende il nome dal naturalista Ferrante Imperato (1550-1631), che la descrisse per la prima volta nel 1599 nella sua opera Historia Naturale.